# Comunità montana dei Laghi Bergamaschi
La Comunità montana dei Laghi Bergamaschi è una comunità montana della provincia di Bergamo in Lombardia. È stata istituita con il D.P.G.R. n. 6503 del 26 giugno 2009 accorpando quelle dell'Alto Sebino, del Monte Bronzone e Basso Sebino e della Val Cavallina.

## Comuni
Fanno parte della comunità 38 comuni (10 della Comunità Montana Alto Sebino, 12 della Comunità Montana Monte Bronzone e Basso Sebino e 16 della Comunità Montana Val Cavallina):
- Adrara San Martino
- Adrara San Rocco
- Berzo San Fermo
- Bianzano
- Borgo di Terzo
- Bossico
- Casazza
- Castro
- Cenate Sopra
- Costa Volpino
- Credaro
- Endine Gaiano
- Entratico
- Fonteno
- Foresto Sparso
- Gandosso
- Gaverina Terme
- Grone
- Lovere
- Luzzana

- Monasterolo del Castello
- Parzanica
- Pianico
- Predore
- Ranzanico
- Riva di Solto
- Rogno
- Sarnico
- Solto Collina
- Sovere
- Spinone al Lago
- Tavernola Bergamasca
- Trescore Balneario
- Viadanica
- Vigano San Martino
- Vigolo
- Villongo
- Zandobbio

## Giunta esecutiva
Giunta Esecutiva 2019/2024:
- Adriana Bellini - Presidente
- Gennaro Bellini - Assessore Politiche Agricole, Forestali e Territoriali
- Romeo Lazzaroni - Assessore Attività Produttive
- Alessandro Bigoni - Vice-Presidente e Assessore Bilancio, Personale e Politiche Ambientali
- Marco Zoppetti - Assessore Lavori Pubblici e Politiche Urbanistiche
- Ivan Beluzzi - Assessore Turismo e Cultura
- Massimo Pietro Paolo Lanfranchi - Assessore Servizi alla Persona e Politiche Giovanili